# 橫衝直撞大逃亡
《橫衝直撞大逃亡》（英語：The Sugarland Express）是一部於1974年上映的美國犯罪劇情電影，由史蒂芬·史匹柏執導，並由賀爾·巴伍德與馬修·羅賓斯編劇。該片同時也是史匹柏的劇場電影處女作，由歌蒂·韓、威廉·阿瑟頓、班·約翰森與麥克·薩克斯主演。劇情根據真實事件改編，講述一對逃獄的夫妻試圖尋找被送去寄養家庭的孩子。
該片在美國德克薩斯州各地取景。電影在上映後收穫普遍影評人的好評，但在票房方面的表現就沒那麼出色。《橫衝直撞大逃亡》在第27屆坎城影展上榮獲最佳劇本獎。

## 劇情
1969年5月，剛出獄的盧·琴·帕布倫（Lou Jean Poplin）協助丈夫克洛維斯·麥可·帕布倫（Clovis Michael Poplin）逃出拘留所，去尋找兩人在服刑期間送往寄養家庭的孩子。寄養家庭位在德克薩斯州的舒格蘭。
途中，兩人在公路上引發事故，麥斯維爾·史萊巡警（Patrolman Maxwell Slide）攔下了他們，兩人以為史萊巡警得知了越獄的事，心慌之下挾持了史萊巡警，並搶下了他的警槍。由於兩人持有人質，警方只能一路尾隨在後，並提供食物、汽油給帕布倫夫婦。追捕過程引起了大批媒體的關注。兩人一路來到了寄養家庭，警方在那裡開槍打中了克洛維斯，克洛維斯試圖逃逸但傷重死在車上。警方將盧·琴逮捕歸案。

## 角色
- 歌蒂·韓飾演盧·琴·帕布倫
- 威廉·阿瑟頓飾演克洛維斯·麥可·帕布倫
- 班·約翰森飾演哈林·坦納警長（Captain Harlin Tanner）
- 麥克·薩克斯（英语：Michael Sacks）飾演麥斯維爾·史萊巡警
- 格雷戈里·沃爾科特（英语：Gregory Walcott）飾演厄尼·馬史本巡警（Patrolman Ernie Mashburn）
- 史蒂夫·卡納利（英语：Steve Kanaly）飾演傑瑟普巡警（Patrolman Jessup）

角色盧·琴·帕布倫與克洛維斯·麥可·帕布倫分別取材自當時21歲的艾拉·費·荷莉黛（Ila Fae Holiday）和22歲的勞勃·「鮑比」·丹特（Robert "Bobby" Dent）。史萊巡警的角色原型是當時27歲的楚珀·J·肯尼斯·克隆，而角色坦納警長則取材自德克薩斯州的公路巡警傑瑞·米勒（Jerry Miller）。
在現實中，艾拉·費並沒有協助鮑比逃獄——鮑比是在1969年4月時獲釋出獄的。有別於電影，鮑比在艾拉·費的2個孩子（在遇見鮑比前生下來的）所住的寄養家庭中槍後當場斃命。艾拉·費被判處5年徒刑，最終服刑5個月便出獄。她於1992年逝世，享年40多歲。

## 製作

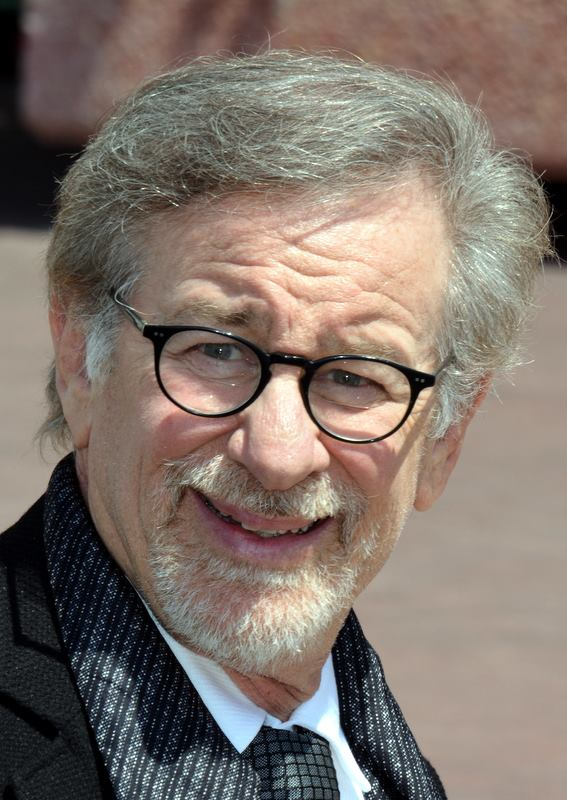
該片為史蒂芬·史匹柏的劇場電影處女作

在作品《飛輪喋血》（1971年）廣受好評後，史蒂芬·史匹柏收到了多份邀約，但他一一推辭掉了。史匹柏注意到了一個刊登在《公民新聞報》、塵封已久的新聞案件，報導一對夫妻用盡各種手段奪回住在養父母家中的親生孩子。他將劇本交給賀爾·巴伍德與馬修·羅賓斯加以潤色:118-119。該片在美國德克薩斯州各地取景。在真實事件中，共有90輛警車參與追捕行動；但因製片預算的緣故，劇組只能用約40輛車來拍片:121-122。

## 發行
《橫衝直撞大逃亡》於1974年4月5日在美國上映，與同期上映的《刺激》、《窮山惡水》及《沒有明天的人》一同競爭:123-124，最終票房不盡理想:159。史匹柏對該片的發行方式感到不滿意，認為觀眾一看到歌蒂·韓的名號便認為該片僅是一部小本電影。他還覺得片名取得不好：「許多人還以為這是部兒童片呢」:123。《橫衝直撞大逃亡》的藍光及DVD版本分別於2011年2月15日及2015年5月5日發布。

## 反響
該片獲得的評價多為正面。爛蕃茄上收集的33篇專業影評文章中，有30篇給予該片「新鮮」的正面評價，「新鮮度」為91%，平均得分7.3分（滿分10分），該網站的共識性評價寫道「也許該片的劇情仿效了時下反文化的公路電影，但史蒂芬·史匹柏的劇場電影處女作展現了許多賞心悅目的元素，而他將在日後的作品中對它們加以淬鍊」。《橫衝直撞大逃亡》在第27屆坎城影展上榮獲最佳劇本獎。《芝加哥讀者報》的戴夫·凱爾（Dave Kehr）指出，該片的步調跟不上結局，但「總體而言，這是一部能抓住觀眾胃口的電影」。《紐約時報》的諾亞·賽爾表示，《橫衝直撞大逃亡》有種漫不經心的瘋狂格調，使其顯得格外自然。
然而，《芝加哥太陽報》的羅傑·伊伯特給出了2.5顆星（滿分4顆）的評價，認為史匹柏將目光過度聚焦在那些警車上，且沒有呈現出片中角色的特質及個性。《綜藝》雜誌的影評人寫道，「不幸的是，該片的片尾部分聚焦在沉重的社會議題上，噪音及怒氣傾瀉而出」。數年後，史匹柏表示，他應該用另一種方式來呈現該片，認為片中對警方的立場描寫的不夠好，坦納警官的動機顯得過於薄弱，且片中那對夫妻的設定又讓他們看起來太過可憐，削弱了他們所犯罪行的嚴重性:124-125。

## 外部連結
- 互联网电影数据库（IMDb）上《橫衝直撞大逃亡》的资料（英文）
- TCM电影资料库上《橫衝直撞大逃亡》的资料（英文）
- 豆瓣电影上《橫衝直撞大逃亡》的資料 （简体中文）
- AllMovie上《橫衝直撞大逃亡》的资料（英文）
- 爛番茄上《橫衝直撞大逃亡》的資料（英文）